# Le Gua (Charente Marítimo)
 Le Gua  es una población y comuna francesa, situada en la región de Poitou-Charentes, departamento de Charente Marítimo, en el distrito de Rochefort y cantón de Marennes.
Está integrada en la Communauté de communes du Bassin de Marennes.

## Demografía
| 1 583 | 1 634 | 1 221 | 1 543 | 2 074 | 2 056 | 2 097 | 2 080 | 2 064 | 2 114 | 2 026 | 1 881 | 1 841 | 1 876 | 1 891 | 1 759 | 1 652 | 1 556 | 1 590 | 1 545 | 1 344 | 1 377 | 1 339 | 1 279 | 1 222 | 1 381 | 1 434 | 1 513 | 1 395 | 1 491 | 1 689 | 1 856 | 2 023 |
| Para los censos de 1962 a 1999 la población legal corresponde a la población sin duplicidades (Fuente: INSEE [Consultar]) |       |       |       |       |       |       |       |       |       |       |       |       |       |       |       |       |       |       |       |       |       |       |       |       |       |       |       |       |       |       |       |       |